# Siège de Serdica
Guerres byzantino-bulgares
Batailles
- Ongal (680)
- Anchialos (708)
- Marcellae (756)
- Lithosoria (774)
- Marcellae (792)
- Serdica (809)
- Pliska (811)
- Versinikia (813)
- Mesembria
- Guerre de 894 - 896
  - Bulgarophygon
- Guerre de 913 - 927
  - Anchialos (917)
  - Pegae (921)
- Guerre de 970 - 1018
  - Portes de Trajan (986)
  - Thessalonique (995)
  - Passe de Kleidion (1014)
  - Bitola (1015)
- Ostrovo (1040)
- Klokotnica (1230)
- Andrinople (1254)
- Devina (1279)
- Skafida (1304)
- Rusokastro (1332)

Le siège de Serdica s'est déroulé durant le printemps de l'année 809. Il oppose l'Empire byzantin, alors en possession de la ville, au khanat bulgare du Danube du khan Kroum. Les Bulgares emportent le siège et annexent la ville, qui porte aujourd'hui le nom de Sofia.

## Origines du conflit
Après la défaite des Avars, Kroum (alors khan des Bulgares) pris la direction du sud-ouest afin de libérer les Slaves habitant la vallée de la rivière Strouma et la Macédoine. Le principal obstacle était alors la puissante forteresse byzantine de Serdica (actuelle Sofia).

## Le siège
Au début de l'année 809, Kroum assiégea la ville mais, après plusieurs semaines, il n'avait toujours pas percé les défenses de la garnison. Il proposa alors aux Byzantins de leur laisser la vie sauve en échange de leur reddition. Les Byzantins acceptèrent son offre et Kroum entra dans Serdica avant Pâques. Toutefois il massacra la totalité de la garnison (environ 6 000 hommes) et quelques habitants.

## Conséquences
Ce siège victorieux eut une importance capitale, car Serdica était un carrefour central dans les Balkans. Elle a par la suite servi de base principale aux dirigeants bulgares afin d'étendre leurs frontières au sud et au sud-ouest.

## Sources
- Васил Н. Златарски, История на българската държава през средните векове, Част I, II изд., Наука и изкуство, София 1970.
- Атанас Пейчев и колектив, 1300 години на стража, Военно издателство, София 1984.
- Йордан Андреев, Милчо Лалков, Българските ханове и царе, Велико Търново, 1996.

- (en) Cet article est partiellement ou en totalité issu de l’article de Wikipédia en anglais intitulé « Siege of Serdica (809) » (voir la liste des auteurs).